# Shota Imai
Shota Imai (født 16. juli 1984) er en tidligere japansk fodboldspiller.
Han har spillet for flere forskellige klubber i sin karriere, herunder Matsumoto Yamaga FC og Blaublitz Akita.